# Carolina Norén
Krång Anna Carolina Norén, née le 29 janvier 1965, est une animatrice radiophonique et de télévision suédoise.
La carrière de Carolina Norén débute par sa participation à la radio étudiante de l'université de Stockholm. Elle travaille ensuite pour Radio Stockholm (sv) (propriété du groupe Sveriges Radio) de 1989 à 1997.
En parallèle, elle assure en 1992 la présentation de l'émission télévisée Här är ditt kylskåp, diffusée sur Sveriges Television.
Elle commente chaque année depuis 1999 le Melodifestivalen et le Concours Eurovision de la chanson pour Sveriges Radio,. En 2006, Carolina Norén anime et produit l'émission Let The Music Play, qui s'intéresse à la musique soul et disco. Depuis 2007, elle anime l'émission musicale Svensktoppen (en). En 2014, elle anime Knattetimmen sur Sveriges Radio P4.